# Точак
45°16′ пн. ш. 15°33′ сх. д. / 45.27° пн. ш. 15.55° сх. д.
Точак (хорв. Točak) — населений пункт у Хорватії, в Карловацькій жупанії у складі міста Слунь.

## Населення
Населення за даними перепису 2011 року становило 70 осіб.
Динаміка чисельності населення поселення: